# Odontosoria africana
Odontosoria africana là một loài dương xỉ trong họ Lindsaeaceae. Loài này được Ballard mô tả khoa học đầu tiên năm 1957.